# Inkhundla Ngwempisi
L'Inkhundla Ngwempisi è uno dei sedici tinkhundla del distretto di Manzini, nell'eSwatini.

## Geografia antropica

### Suddivisioni amministrative
L'Inkhundla è suddiviso negli 11 seguenti imiphakatsi: Bhadzeni I, Bhadzeni II, Elushikishini, Emahhashini, Emaqudvulwini, Engcoseni, Enhlulweni, Etshebovu, Khabonina, Mgazini, Velezizweni.